# Rio Drăgan (Doftana)
O Rio Drăgan é um rio da Romênia, afluente do Florei, localizado no distrito de Prahova.